# Kunchi (socken)
Kunchi (kinesiska: 昆池乡, 昆池) är en socken i Kina. Den ligger i provinsen Sichuan, i den sydvästra delen av landet, omkring 380 kilometer öster om provinshuvudstaden Chengdu.
Genomsnittlig årsnederbörd är 1 674 millimeter. Den regnigaste månaden är september, med i genomsnitt 303 mm nederbörd, och den torraste är januari, med 11 mm nederbörd.